# Méharicourt
Méharicourt (picardisch: Maricourt) ist eine nordfranzösische Gemeinde mit 551 Einwohnern (Stand 1. Januar 2022) im Département Somme in der Region Hauts-de-France. Die Gemeinde liegt im Arrondissement Péronne, gehört zum Kanton Moreuil und ist Teil der Communauté de communes Terre de Picardie.

## Geographie
Die industrialisierte Gemeinde in der Landschaft Santerre liegt rund drei Kilometer südöstlich von dem unmittelbar angrenzenden Rosières-en-Santerre an der Kreuzung der Départementsstraßen D131, D39 und D439.

## Geschichte
In Méharicourt wird ein Römerlager vermutet. 1135 wird der als Wallfahrtsort zu Märtyrern der Thebäischen Legion, deren Reliquien in der Kirche Saint-Martin ausgestellt waren, bekannte Ort als Mahericourt erwähnt. Im Jahr 1899 bestanden drei Wollwebereien mit Dampfmaschinen.
Die Gemeinde, die im Ersten Weltkrieg Schäden erlitt, wurde mit dem Croix de guerre 1914–1918 ausgezeichnet. Kurz vor Beginn des Zweiten Weltkrieges wurde ein britischer Militärflugplatz in Méharicourt angelegt, den später auch die Deutschen nutzten.

## Einwohner
| 1962 | 1968 | 1975 | 1982 | 1990 | 1999 | 2006 | 2010 |
| ---- | ---- | ---- | ---- | ---- | ---- | ---- | ---- |
| 424  | 429  | 485  | 512  | 480  | 538  | 586  | 578  |

## Verwaltung
Bürgermeister (maire) ist seit 2008 Françoise Deflandre.